# Aurresku

Alcuni passi dell'aurresku.

L'aurresku è una danza basca che viene ballata per riverenza. La musica è suonata da un chistulari con un flauto a 3 fori chiamato chistu e da un piccolo tamburo per un dantzari (ballerino). Questa danza è molto popolare in occasione di matrimoni, tributi ed eventi pubblici nella Euskal Herria.
In Gipuzkoa, Biscaglia e in gran parte della Navarra è la danza solenne ed elegante per eccellenza. La gente la ballava alle grandi feste, ma lo ballavano anche i deputati. In questi casi, era consuetudine prendere la moglie o la figlia del sindaco come compagna dell'aurreskulari (ballerina aurresku), che non faceva altro che assistere alla festa, poiché in questa danza la donna non balla, ma si balla. Una fila di otto, dieci o più persone che la compongono entrano nella piazza, unite dalle loro mani, uscendo generalmente dal municipio.

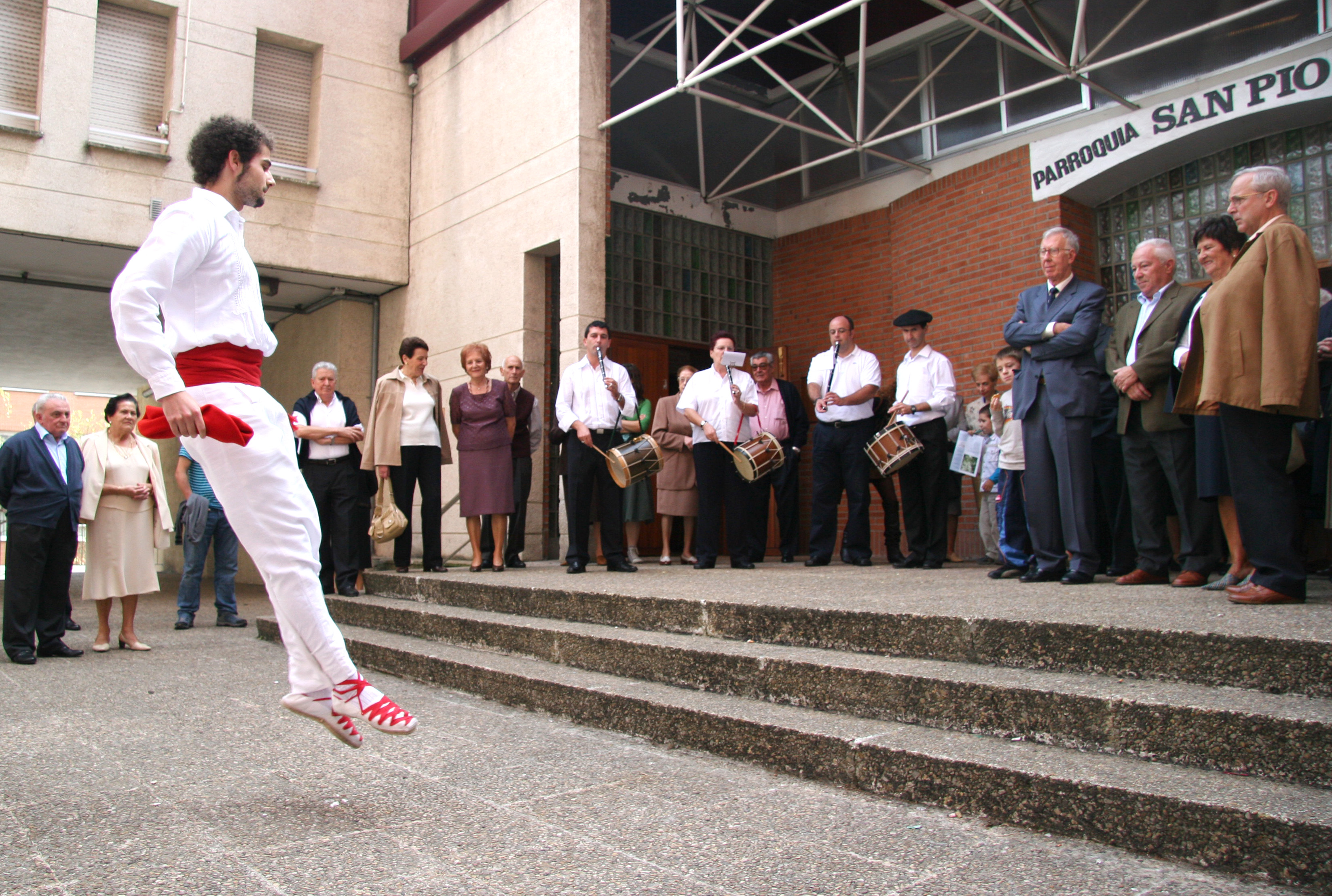
Un dantzari balla un aurresku, sul fondo i chistularis

È composto esclusivamente da uomini, di cui il primo (l'aurresku) e l'ultimo (l'atzesku) hanno in mano i loro baschi o cappelli. Questi due sono i personaggi importanti della danza. Fanno solennemente il giro della piazza e quando arrivano davanti al municipio l'Aurreskulari balla i primi movimenti coreografici. Quattro o due di quelli sulla corda poi escono e portano quello che sarà la coppia degli aurreskulari. Una volta in piazza, va avanti e balla davanti a lei uno dei tempi del ballo. La stessa cerimonia si ripete con l'atzesku, per il quale viene portata un'altra coppia, che balla davanti a lei in modo simile alla precedente. Successivamente vengono portate più coppie per le altre che formano la corda o la fila essendo separate dagli uomini da fazzoletti. Quindi si balla la cosiddetta sfida, in cui l'aurresku e l'atzesku danzano un altro dei tempi, con la loro musica appropriata, originale e commossa, e in cui entrambi eseguono e mostrano la loro agilità.